# Boris Rousson
Boris Rousson (* 14. Juni 1970 in Val-d’Or, Québec) ist ein ehemaliger deutsch-kanadischer Eishockeytorwart und derzeitiger Nachwuchstrainer bei  ETC Crimmitschau.

## Karriere

### Anfänge
Boris Rousson begann seine Karriere 1987 in der kanadischen Juniorenliga Québec Major Junior Hockey League, wo er je zwei Jahre für Laval Titan und die Granby Bisons spielte. Anschließend wechselte er in die American Hockey League zu den Binghamton Rangers, dem damaligen Farmteam der New York Rangers. Dort spielte der ungedraftete Torhüter von 1991 bis 1994, erhielt in der Zeit aber keinen Einsatz für das NHL-Team.

### Wechsel nach Skandinavien
Er wechselte im Alter von 24 Jahren zum finnischen Erstligisten Rauman Lukko. Bereits nach wenigen Spielen avancierte er zum Top-Spieler und war im Oktober 1994 Spieler des Monats in der SM-Liiga. Im gleichen Jahr wurde er außerdem zum besten Torhüter der Liga und ins All-Star-Team gewählt. Nach zwei weiteren Jahren bei diesem Verein entschied sich Rousson 1997 zu einem Wechsel nach Schweden zu Färjestad BK, wo er auf Anhieb den Titel in der höchsten schwedischen Liga gewann.

### Karriere in Deutschland
Nach diesem erfolgreichen Jahr in Schweden wechselte er nach Deutschland in die DEL. Die Kölner Haie nahmen den Torhüter unter Vertrag, aber er stand dort in Konkurrenz zu Joseph Heiß und erhielt nur wenige Einsätze von Beginn an. Darum schloss er sich zur Saison 1999/00 den gerade neu gegründeten München Barons an. Dort wurde er – wie in Schweden – auf Anhieb Deutscher Meister und erreichte ein Jahr später erneut das Finale, das die Barons aber gegen Mannheim verloren.
Im Jahr 2001 wurde er in das All-Star-Team der DEL gewählt. Als die Lizenz der Barons nach Hamburg gegeben wurde, zog Rousson mit um und schloss sich den Freezers an. Zwar konnten die Freezers nicht an die Erfolge des Münchner Vorgängers anschließen, aber Rousson gehörte stets zu den besten Torhütern in der Liga. 2005 wurde er zum All-Star-Spiel eingeladen.
Im August 2007 erhielt der gebürtige Kanadier die deutsche Staatsangehörigkeit und nahm seither keine Ausländerlizenz mehr ein. Zur Saison 2007/08 wechselte er zu den Kassel Huskies in die 2. Eishockey-Bundesliga, wo er der nötige Rückhalt für den Wiederaufstieg in die DEL war. Er kam in der Saison 2008/09 noch bis Mitte Dezember zu einigen Einsätzen in der DEL, beendete allerdings noch während der Saison auf Grund anhaltender Kniebeschwerden seine Karriere. Rousson spielte in der DEL insgesamt 33 Mal zu null und gehört damit zu den erfolgreichsten fünf Torhütern in dieser Kategorie (Stand 30. April 2021).

## Nach der aktiven Zeit
Zur Saison Spielzeit 2009/10 kehrte Rousson als Torwarttrainer zu seinem ehemaligen Klub nach Hamburg zurück. In der darauffolgenden Saison wurde der Deutsch-Kanadier zum Co-Trainer des neuverpflichteten Stéphane Richer ernannt, während Vincent Riendeau ihn als Torwarttrainer ablöste. Zwischen 2011 und 2016 war er verantwortlicher Leiter des Nachwuchsbereiches beim Hamburger DEL-Klub respektive den HSV Young Freezers.

## Erfolge und Auszeichnungen
- 1993 Harry „Hap“ Holmes Memorial Award (gemeinsam mit Corey Hirsch)
- 1994 SM-liiga Spieler des Monats Oktober
- 1995 All-Star-Team der SM-liiga
- 1995 Urpo-Ylönen-Trophäe
- 1996 Spengler-Cup-Gewinn mit dem Team Canada
- 1998 Schwedischer Meister mit Färjestad BK
- 2000 Deutscher Meister mit den München Barons
- 2001 DEL All-Star Team
- 2005 Teilnahme am DEL All-Star Game
- 2005 DEL All-Star Team
- 2008 Meister der 2. Bundesliga mit den Kassel Huskies